# Calvaire de Mogneneins
Le calvaire de Mogneneins est un calvaire situé à Mogneneins, en France.

## Localisation
Le calvaire est situé dans le département français de l'Ain, à Mogneneins, sur le parvis de l'église paroissiale.

## Protection
L'édifice est inscrit au titre des monuments historiques en 1991.

## Description
Le calvaire de Mogneneins date du XVIe siècle. De style gothique flamboyant, il est construit en pierre calcaire.
Ses quatre faces sont très richement et finement sculptées :
- sur la face Est, un christ en croix ;
- sur la face Ouest, une Vierge qui donne le sein à son enfant.

Les symboles des quatre Évangélistes sont représentés aux extrémités de la croix : 
- au nord, le lion ailé pour saint Marc ;
- au sud, l’homme ailé pour saint Mathieu ;
- au pied du Christ, le taureau ailé pour saint Luc ;
- au-dessus de la tête du Christ, l'aigle pour saint Jean.

Agenouillés au pied de la croix et placés latéralement, deux anges sont en prière ; l’ange Sud surplombe un blason où sont gravées les lettres PA, de signification inconnue — initiales du commanditaire de l'œuvre ?
Couronnant l’ensemble, un oiseau posé sur son nid nourrit ses deux petits de sa propre substance — pélican, symbole eucharistique ?
La croix est placée sur un chapiteau au sommet d'une colonne octogonale reposant elle-même sur un piédestal lui aussi octogonal.